# Lagos Mainland
Lagos Mainland ist eine Local Government Area im Bundesstaat Lagos. Lagos Mainland gehört zur Stadtfläche der Stadt Lagos. Sie hat etwa 22.293 Einwohner pro Quadratkilometer und gehört damit zu den am dichtesten besiedelten Local Government Areas.